# Trätjära

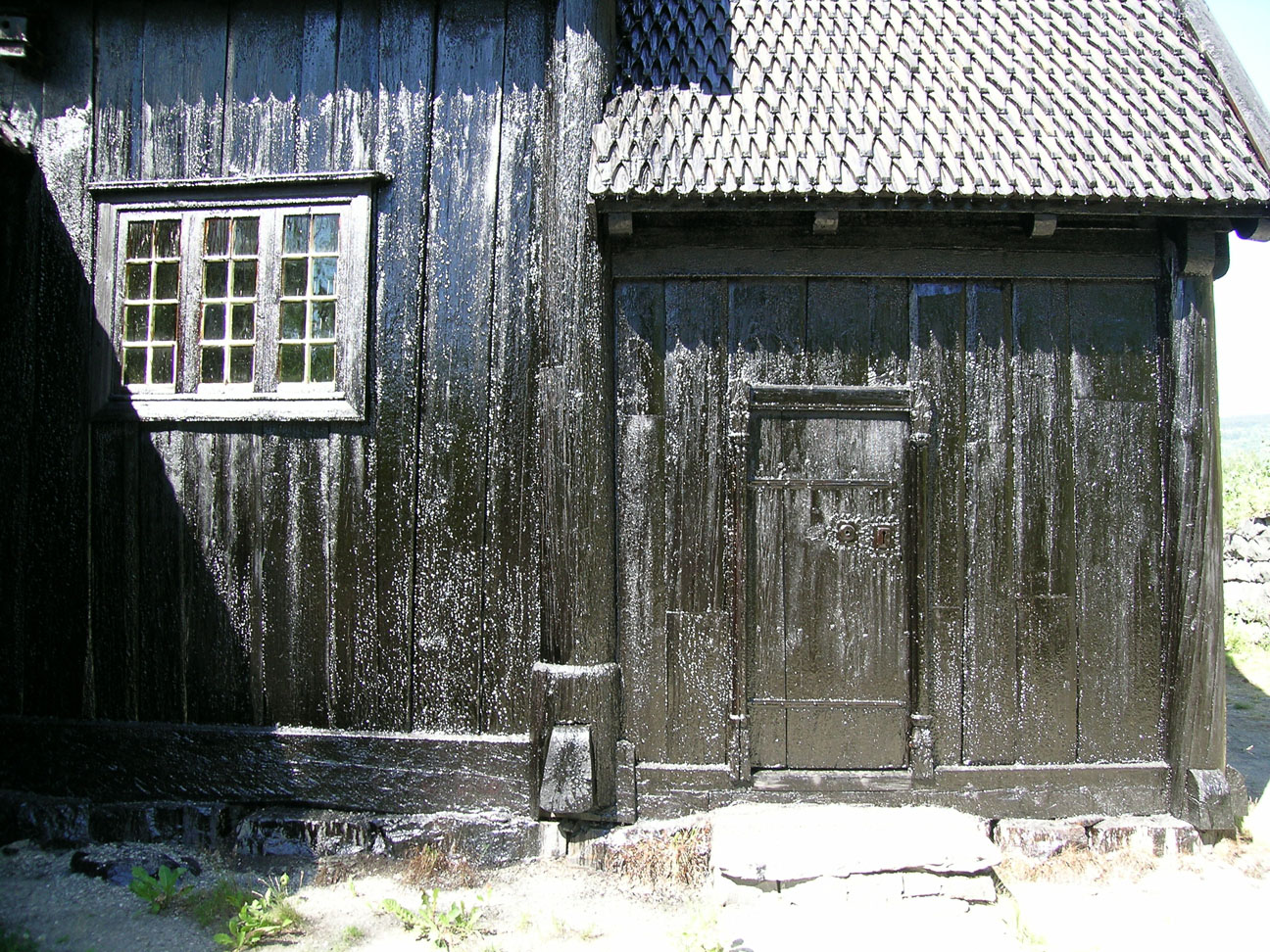
Vägg bestruken med tjära.

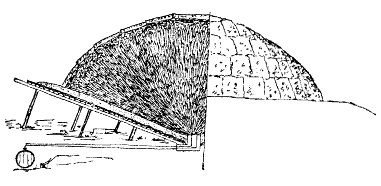
Tjärdal i genomskärning

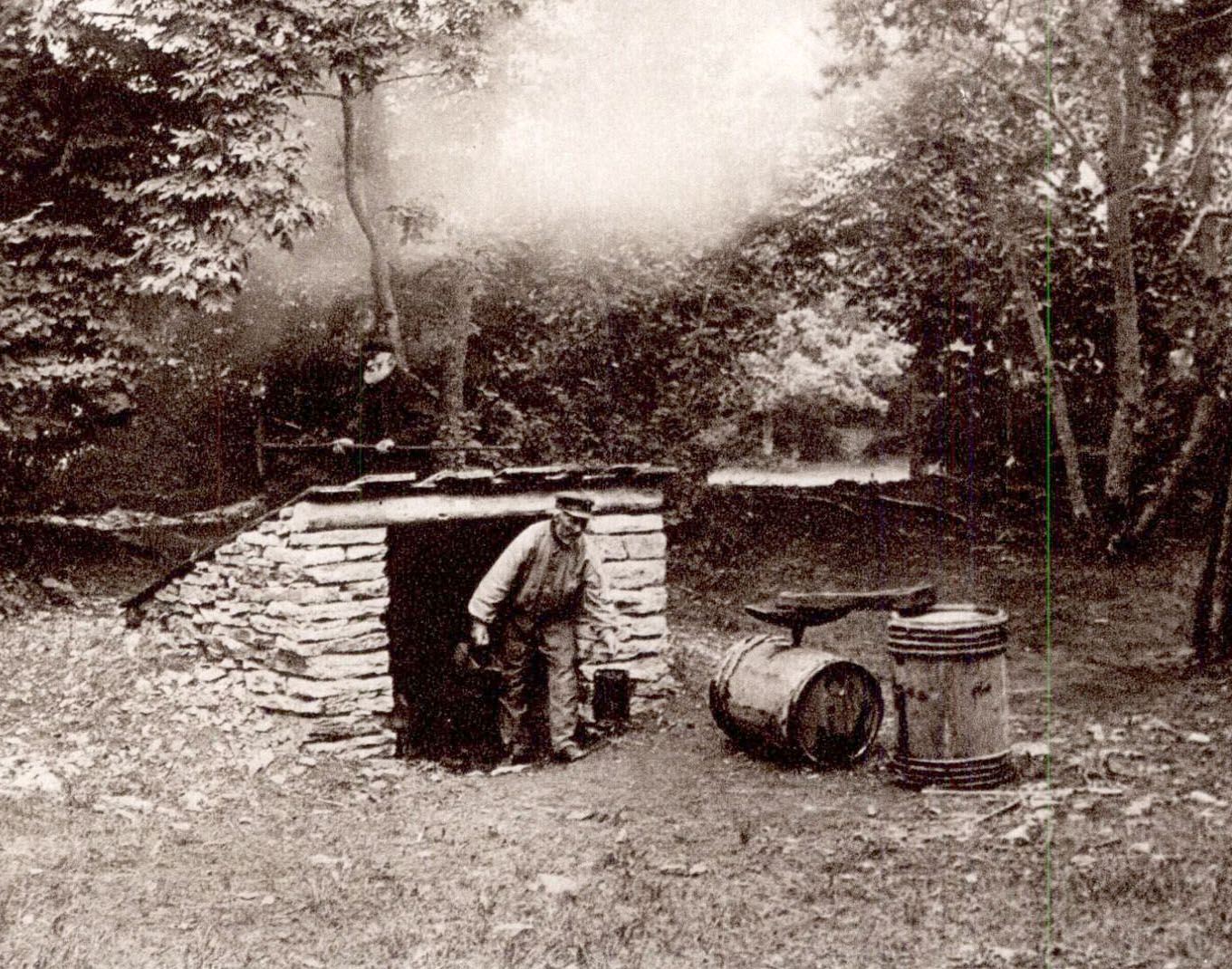
Tjärbränning i Bunge på Gotland. Foto från 1920-talet.

Trätjära är ett naturmaterial med EG-nummer 232–374–8. Den framställs genom torrdestillation av kådrik ved och var länge en av Sveriges viktigaste exportprodukter. Dess stora användningsområden har varit som träskyddsmedel, men den har också använts inom hälso- och sjukvård. Idag har den till stor del gjorts överflödig genom att båtar och tak inte längre byggs av trä, men den är fortfarande betydelsefull inom exempelvis byggnadsvård.

## Trätjärans historik i Sverige
I Fullerö  strax norr om Uppsala har man hittat gropar för tjärframställning som har daterats så tidigt som till tiden 540-38 f.Kr. Det gör dem till värdens äldsta kända anläggningar för tjärframställning. Att tjära har använts i Skandinavien redan långt  tidigare  visas av att man i Danmark funnit en klappstol som impregnerats med tjära så tidigt som cirka 1300 f.Kr.
Tjäran anses ha varit en av Sveriges viktigaste exportvaror under 1600- och 1700-talet. Ett uppsving kom på 1600-talet när Europas länder började bygga krigs- och handelsflottor som behövde tjära och beck till impregnering och tätning av fartygen. I den östra rikshalvan Finland började sådan storskalig bränning redan på Gustav II Adolfs tid, i nuvarande Sverige blev det vanligare från och med 1700-talet. Vid slutet av 1600-talet var tjära Sveriges tredje viktigaste exportvara efter koppar och järn. Tre fjärdedelar av denna kom från den finländska rikshalvan.
Exporten sjönk under ett par årtionden in på 1700-talet. I mitten av 1700-talet omfattade exporten fjorton miljoner liter om året. Vid denna tid brändes en fjärdedel av tjäran i Småland och allt mer i Norrland. Exporten ökade efterhand
som Stockholm kommit i gång som ny exporthamn. Snart gick 70 % av den svenska tjäran därifrån. "Stockholmstjära" blev ett begrepp som in i modern
tid använts som ett varumärke för förstklassig tjära.
Tjärproduktionerna nådde sin kulmen vid mitten av 1850-talet, och sjönk därefter undan för undan, men var fortfarande vid 1880-talets mitt ganska stor. Nedgången berodde framför allt på att de nya materialen som började användas inom skeppsbyggnadskonst inte behövde tjära som impregnerings-/ vattenavvisningsmedel. En annan orsak var den minskande användningen av rep och tågvirke på grund av segelfartygens avveckling. Inom repslageriet var nämligen dalbränd tjära av hög kvalitet det enda möjliga impregnerings-/ vattenavvisningsmedlet för de hamprep som användes vid riggning av segelfartygen.

## Framställningsmetoder
Trätjära framställs genom pyrolys (även kallad torrdestillation) av kådrik ved, vanligen tallved. Torrdestillation innebär upphettning under syrefattiga
förhållanden. Detta kan ske genom direkt metod (autoterm) eller indirekt metod (alloterm). Direkt metod innebär att värmekällan är samma ved som destilleras
till tjära. Indirekt metod innebär att värmekällan ligger utanför den inneslutna tjärråvaran. Råvara är döda tallar, törved, och tallrötter (gärna stubbar som fått stå några år så att splintveden ruttnat bort), stammar och grenar. Genom att barka levande tallar så kallad katning, kan man få dem att impregnera splintveden med kåda, som sedan kan brännas till tjära. Med denna, ur skogsvårdsynpunkt betänkliga metod, kunde man förr i tiden öka mängden lämplig tjärved. Sådan ved är lättare att kapa och klyva än exempelvis stubbar.

### Milning

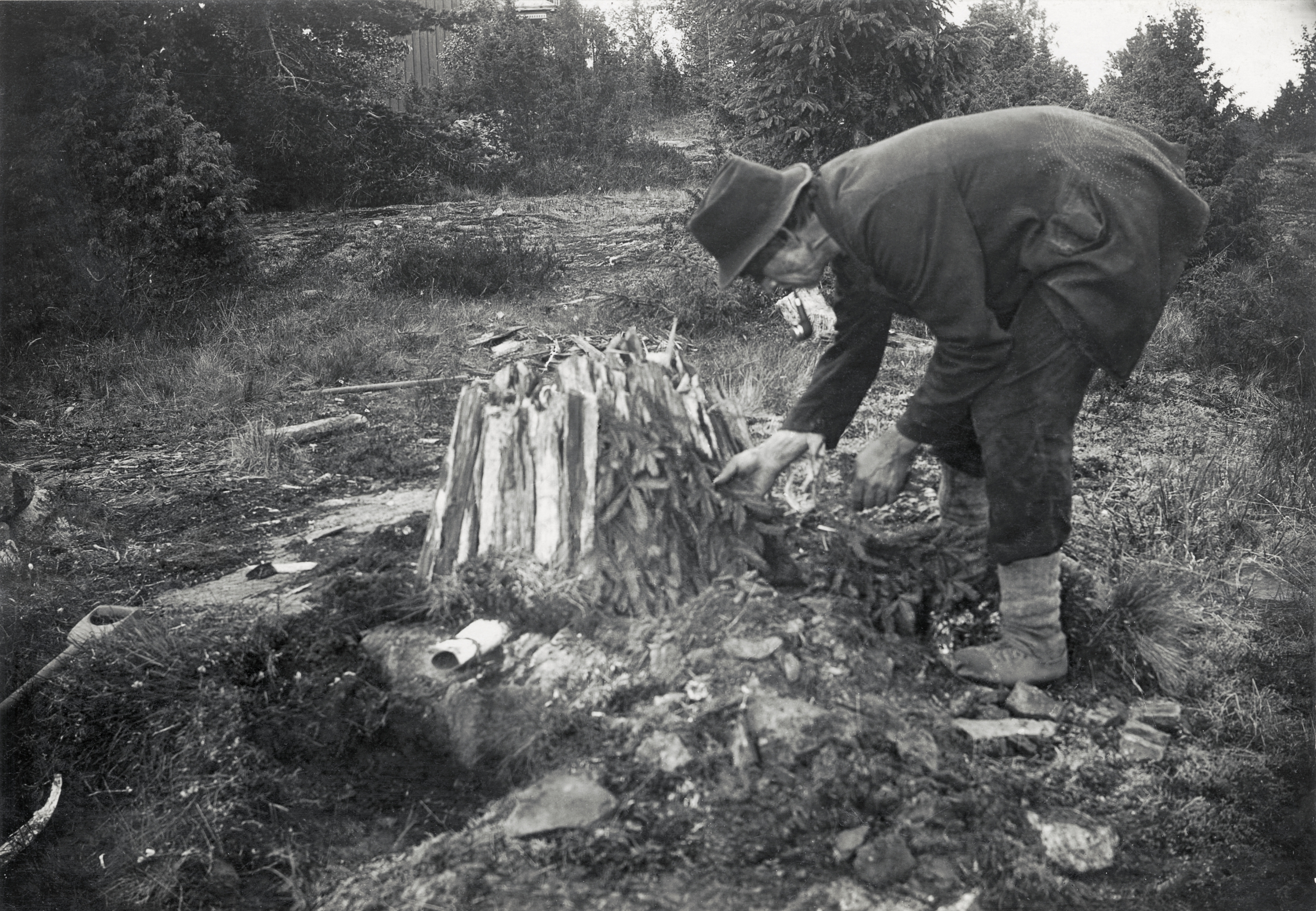
Tändning av tjärmila, 1910-tal.

Milad tjära (dalbränd tjära, töretjära/tyretjära) fick man med den klassiska metoden att packa veden i en tjärmila eller tjärdal, och sedan man tänt den, noga täcka över och täta, så att syretillförseln minimerades. Tjäran pressades av värmen ut ur veden och rann mot milans botten, där man lagt ett tätt golv av till exempel ett stort flak av granbark . Hela tjärdalen är byggd över en utgrävd eller uppbyggd, kanske 50 cm djup "dal", från vilken man kan tappa ut tjäran genom ett i milans botten centralt placerat hål, och sedan via en ränna till ett uppsamlingskärl.
Tjärdalar (tjärmilor), som ger dalbränd tjära (milad tjära, töretjära): I Norden har den använts sedan medeltiden och blev den vanliga svenska och finska metoden för att framställa större mängder för avsalu. Tjärdalen anläggs i en vindskyddad sluttning; blåst kan förstöra hela milningen. cirka 30 cm långa vedträn packas tätt i en trattformad grop, 4–12 meter i diameter i botten och förstärkt med sten i väggarna. Över jord fortsätter dalen i en låg kulle av jord och torv. Dalen ska bli så tät att ingen luft kommer till men samtidigt kunna släppa ut tjäran. När veden antänts tätas dalen slutligt med ytterligare torv och mossa. Elden ska brinna långsamt och jämnt i hela dalen och sprida sig uppåt och får på inga villkor slå igenom isoleringen. Rökens färg och tjärans utseende visar hur det går och förbränningen regleras med hål som kan öppnas och stängas. Tjärdalen brinner 1-5 dygn beroende på storlek och måste passas hela tiden. Eldvakter vaktade såväl tjärdalar som kolmilor och principen för deras arbete var densamma.
Tjäran börjar rinna efter cirka 6 timmar. Först kommer tjärvatten (som avskiljes), sedan de två kvalitativt sett bästa fraktionerna (fin och ordinär tjära) och sist en tjock och beckartad produkt. Av vedens massa får man cirka 15 procent träkol och 4–5 procent tjära, eller med andra siffror: En fastkubikmeter (m3f) ved kan ge upp till 25 kg tjära, ett helt träd upp till 50 kg. Som biprodukt får man träkol. Tjärutvinningen från kolmilor är ungefär hälften så stor som i en tjärdal.
Tjärgravar (drevgravar, blåsgravar, bläxgravar, tjärdiken) är en enklare metod: Man gräver ett dike några meter långt i en torr och sandig backe med lagom lutning för att det ska rinna av lätt, fyller på med ved till en liten ås, tätar och skottar igen, och antänder veden genom ett hål. Tjäran rinner sedan ut genom en inbyggd ränna. Med denna metod kan tjära brännas året runt så länge det är tjälfritt och torrt.
En annan metod är att täcka över och sedan elda runt om så att värmen pressar ut tjäran.  En kolmila är byggd direkt på marken, och eventuell tjära som bildas kommer att rinna ner i marken, och kan inte tas till vara. Den dalbrända tjäran ger bättre ytskydd, torkar fortare och ger en mer motståndskraftig yta än den ugnsbrända —  ju högre kvalitet desto ljusare tjära — och säljs internationellt under namnet Stockholm Tar och har mycket gott renommé för traditionellt båtbygge och båtvård (roslagsmahogny). Ytterligare destillering ger beck, en seg indunstad massa, som sedan stenåldern använts som tätningsmedel.

### Ugnsbränning
Ugnsbränd tjära utvinns ur moderna ugnar med högre temperatur. Ugnsframställning innebär att den inneslutna veden utsätts för värme genom en yttre värmekälla. Processen är effektivare än de gamla metoderna - ger mer tjära ur kådfattigare ved.
Vid ugnsbränning placeras tjärveden i en metallbehållare eller vagn (så kallad retortvagn) som placeras i ugnen inför bränning. Enklare ugnar kan vara utformade som vedugnar som värmer en kammare eller behållare innehållande tjärveden. En fördel med den indirekta metoden är att inga tjärämnen brinner
upp i själva processen. En nackdel är att man förutom råvaran för tjära även
måste tillföra bränsle till upphettningsprocessen. Man kan också bättre styra destillationsprocessen mot vattenfri ljus A-tjära (den högsta kvaliteten som används till träisolering och impregnering). Ugnsbränning kräver lång tid med låg temperatur. Ökar man temperaturen går det fortare, men då blir det B-tjära som bara duger till bränsle.  Även ugnsdestillering ger beck, men av betydligt sämre kvalitet än milning.

## Egenskaper
Vid rumstemperatur är trätjära en tjockflytande, mörkbrun vätska med lagringsduglighet minst 4 år. Densiteten för trätjära är cirka 1030 kg/m3 Viskositeten sjunker vid uppvärmning. Bästa temperatur vid applicering med pensel är från 40 °C till 60 °C, som uppnås genom uppvärmning i vattenbad.
Vid impregnering (påstrykning) räcker 1 kg tjära typiskt till cirka 3 m2, men åtgången kan variera en hel del alltefter inträngningen i virket. Ren tjära är ljust brungul, men ofta har man använt tjära som innehållit sotpartiklar och därför blivit mörkare brun eller svart.
T-sprit, tidigare kallad rödsprit, liksom terpentin kan användas för spädning och rengöring av verktyg och vid avhjälpande av spill.

## Några användningsområden

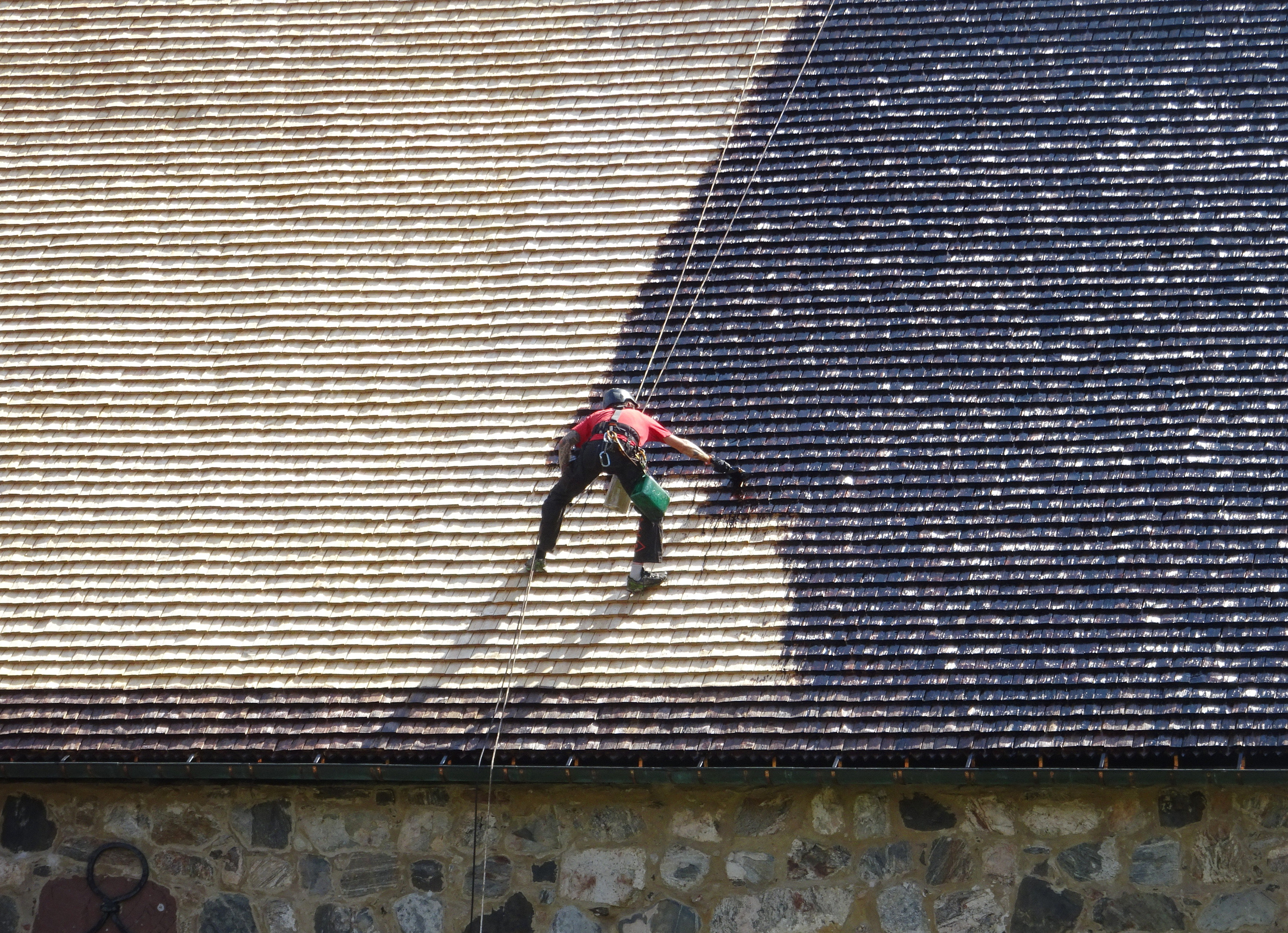
Botkyrka kyrkas nya spåntak stryks med trätjära, juni 2021.

Den viktigaste användningen av tjära är och har varit skydd av trä och tågvirke som kommer i kontakt med vatten, på exempelvis fartyg, spåntak och utsatta delar av träfasader. Den är en av ingredienserna i roslagsmahogny och användes förr som bindemedel vid rödfärgning av byggnader.
Tjära har en viss baktieriedödande effekt och har använts i utspädd form mot bland annat psoriasis och andra hudsjukdomar och i piller mot kroniska luftrörskatarrer och blåskatarr.  Idag har tjäran nästan helt ersatts av betydligt effektivare preparat.
Andra användningsområden är:
- Anti-mjällmedel i schampo
- En komponent i kosmetika och hygienartiklar (exempelvis finländsk tjärtvål)
- Myggmedel i form av beckolja
- Drevning (kalfatring) för att täta nåten (mellanrummen mellan bordläggningsplankorna) i fartygsskrov. Det var ett kladdigt arbete, och kläderna smutsades lätt. Den yrkesgrupp, som sysslade med detta kallades därför beckbyxor.
- Tillverkning av becktråd (lintråd som impregnerats med beck). Becktråd användes bland annat till att vattentätt sy samman sulor och ovanläder på skor.
- Impregnering av grövre textilier, tågvirke av naturmaterial (t.ex. tjärad märling, hamprep, grästrossar m m)
- Smaksättning i livsmedel (till exempel Tjärpastiller) och alkohol (Terva Viina).
- Råvara för terpentin-framställning. Den bästa terpentinen, balsamterpentin, fås då cederträ används för framställningen.
- Veterinärmedicinsk behandling av hovar och klövar

## Hälsofaror
- Irriterar vid kontakt med hud; hos känsliga personer kan allergisk hudreaktion uppstå. Vid tillbud kan det värsta tvättas bort med T-sprit; därefter noggrann tvättning med tvål och vatten.
- Irriterar matsmältningsorganen vid förtäring
- Inandning av rök från tjära kan irritera luftvägarna
- Tjära i ögonen kan orsaka allvarlig skada, och kräver medicinsk behandling.

På grund av dessa risker skall trätjära förvaras oåtkomligt för barn, och vid arbete med tjära skall ändamålsenlig skyddsutrustning användas, exempelvis handskar och ögonskydd.
Vissa ämnen avger redan vid rumstemperatur ångor klassade som lättflyktiga organiska föreningar, VOC (volatile organic compound), som kan innebära en fara för hälsa och miljö. Gränsvärdet för tillåtlig halt, Kat A/e (2010) är 400 g/l. Trätjära har ett VOC-tal <400 g/l, men användning rekommenderas ändå endast utomhus, eller i väl ventilerade lokaler.
Inom EU (biociddirektivet 98/8/EG), fördes diskussioner om att trätjära skulle vara att betrakta som en biocid, vilket skulle medföra restriktioner för dess användande. I mars 2007 enades dock berörda myndigheter om att trätjära inte är att betrakta "som ett verksamt ämne i träskyddsmedel", och därmed var detta hot mot trätjärans traditionella användning avvärjt..

## Besläktade varieteter
Ryssolja är ett lättflytande torrdestillat av grov, svart  björkbark) i stället för kådrika barrträsorter. Den används för impregnering av läder. Metoden är hämtad från ett allmänt bruk i Ryssland, därav namnet.
Stenkolstjära är den tjära som på motsvarande sätt bildas vid torrdestillering av stenkol i exempelvis ett gas- eller koksverk, men den tjäran har en helt annan sammansättning och andra användningsområden än trätjära.